# Жажда (фильм, 1979)
«Жажда» (англ. Thirst) — художественный фильм 1979 года производства Австралии. Фильм снят на пересечении двух жанров — триллера и фильма ужасов, из себя фильм представляет своеобразный эксперимент в стиле артхаус.
Снял фильм режиссёр Род Харди. Фильм был отмечен премией за спецэффекты на фестивале фильмов в Каталонии.

## Сюжет
Главная героиня фильма — Кейт Дэвис, молодая девушка. Её похищают странные люди и держат взаперти. Оказывается, что эти люди — особое братство вампиров, они сообщают девушке о цели её похищения: она — одна из родственниц известной среди вампиров графини Элизабет Батори и теперь тоже должна приобщиться к культу вампиров. На пути к этому Кейт преследуют кошмары. Братство же вампиров разбросано по всему миру, их около 170 000 членов, а занимаются вампиры отбором крови у обычных людей.

## В ролях
- Шантал Контури — Кейт Дэвис
- Генри Сильва — доктор Гаусс
- Ширли Камерон — миссис Камерон
- Дэвид Хеммингс — доктор Фрейзер
- Макс Фиппс — мистер Ходж
- Рози Старгесс — Лори
- Род Маллинар — Дерек